# 修道名
修道名（しゅうどうめい）はカトリック教会や正教会で、修道者が誓願を立てるときに与えられる名前。
正教会の場合、聖人の名前を付ける。例えば日本に正教を伝えた亜使徒聖ニコライのニコライはミラ・リキヤのニコライに拠る修道名である。
カトリック教会の場合、聖人の名前だけでなく、「カリタス」（博愛）・「サピエンチア」（叡智）・「ビジタシオン」（訪問⇒聖母訪問にちなむ）・「ステラ」（海の星=聖母マリアのこと）など、聖人の名には拠らないが宗教的な事柄からとったさまざまなバリエーションがある。
カトリック教会の修道会においては「十字架の聖ヨハネ」「イエズスの聖テレジア」など「…の」をつける場合もある。これは身分社会であって中ヨーロッパにおいて姓において本人の家柄や出身が特定されがちなため、俗名をふせるため、また修道者の数も多かったことから重複をさけるためでもあったと思われる。
カトリック教会においては第二バチカン公会議後の現在は、洗礼名がそのまま修道名であったり、苗字で通す修道者もいる。